# Chez Loulou

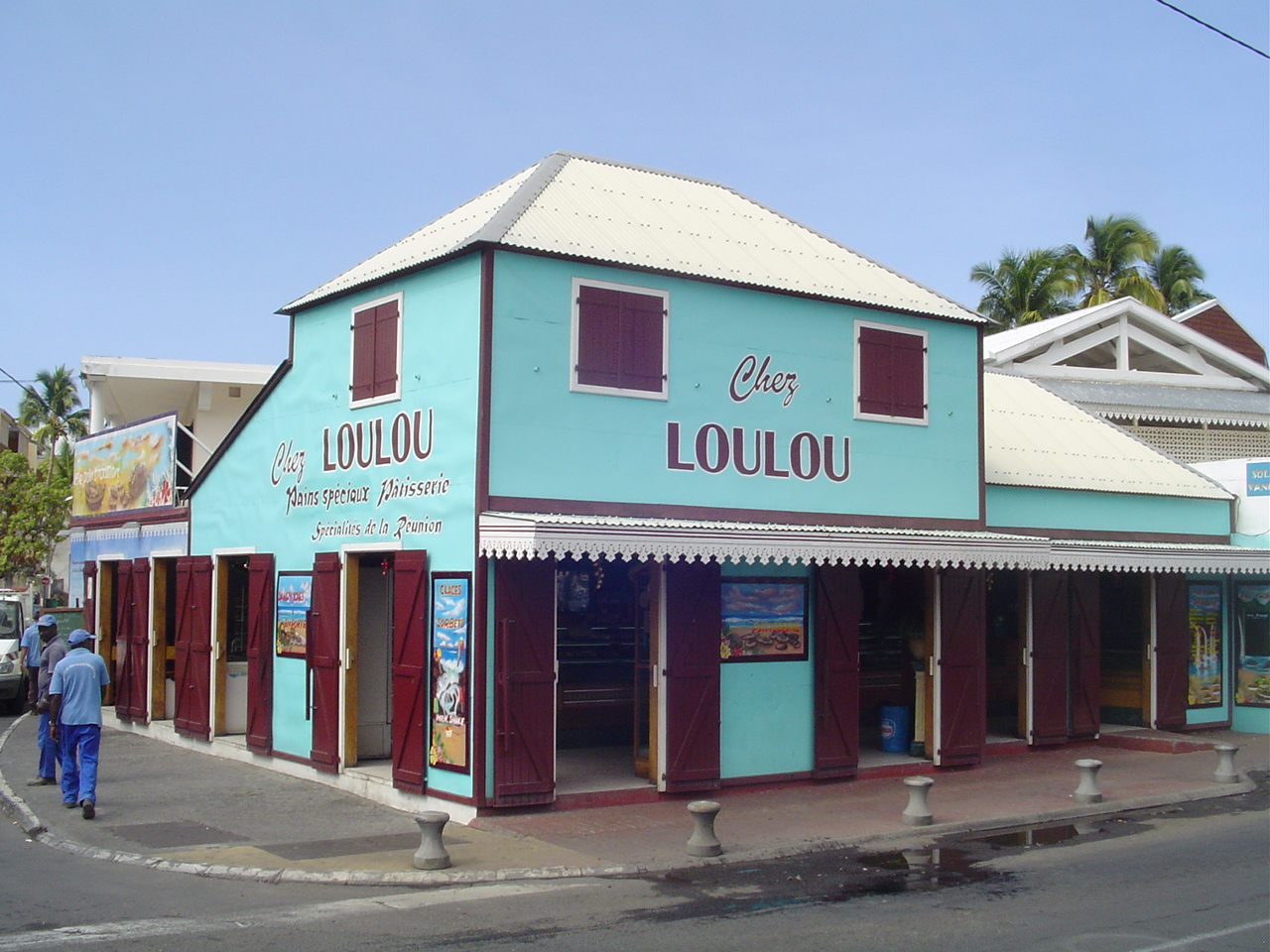
Chez Loulou, 2006

Chez Loulou ist eine Bäckerei in Saint-Gilles-les-Bains auf Réunion. Ihr markantes Gebäude machte sie zu einem bekannten Wahrzeichen des Orts und der Insel. Nach einem Brand im Jahr 2024 besteht der Bau jedoch aktuell nicht mehr.

## Lage
Der historische Standort befindet sich im Zentrum des Orts auf der Südseite der stark befahrenen Rue du Général de Gaulle in einer Ecklage zur östlich des Grundstücks einmündenden Rue de La Poste, an der Adresse 86, Rue du Général de Gaulle. Der aktuelle Standort des Geschäfts befindet sich etwas südlich hiervon in der 18, Rue de La Poste.

## Angebot
Die Bäckerei bietet auch Sandwichs, Desserts und vor allem viele kreolische Snacks, wie Samosas, kreolische Pasteten und Bonbons Piment an, mittags auch zum Verzehr vor Ort.

## Architektur und Geschichte
Das kreolische Gebäude wurde Anfang des 20. Jahrhunderts von der Familie Sevagamy errichtet. Es diente als Restaurant mit Terrasse. Zeitweise wurde Sonnabends-Abend ein Open-Air-Kino veranstaltet. Der Name geht auf den Spitznamen des Eigentümers Emmanuel Sidambarom Sévagamy, der Loulou genannt wurde, zurück, dem es in der Zeit nach dem Zweiten Weltkrieg gehörte.

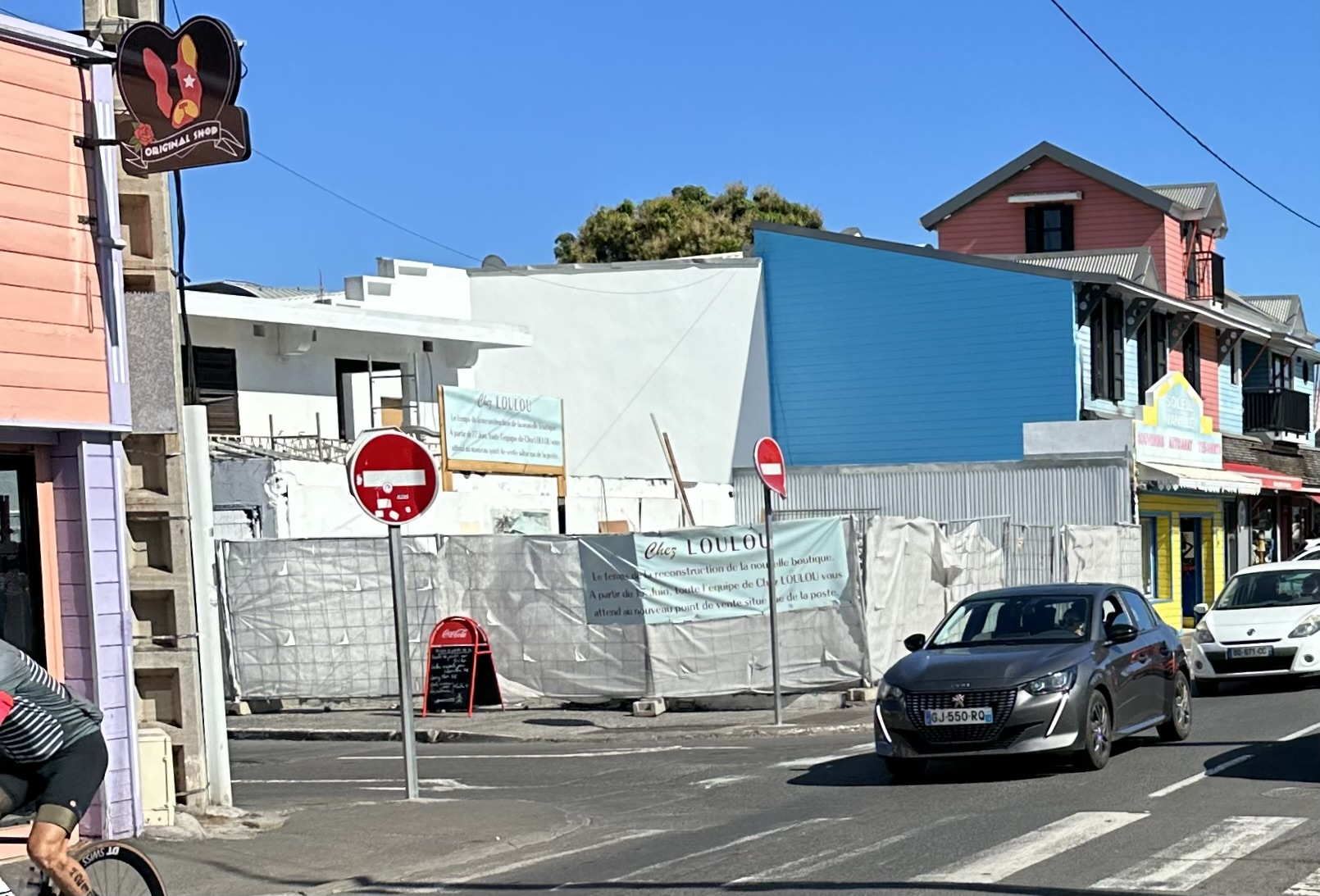
Ehemaliger Standort, 2024

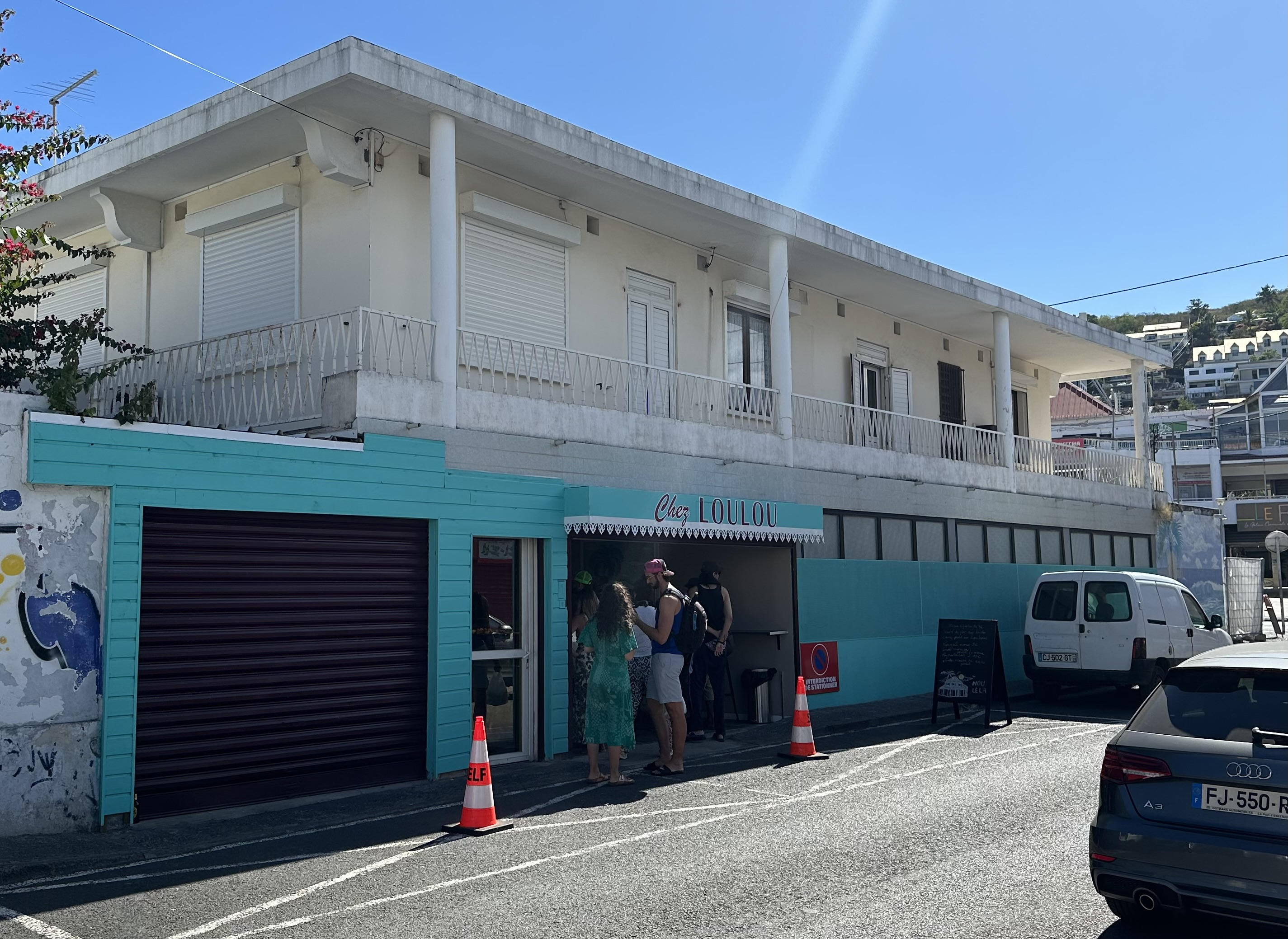
Ausweichstandort im Jahr 2024

Das markant türkisfarbig gestrichene Haus war mehrfach von Bränden betroffen. Schon 1997 brannte das Gebäude ab. Nach einem identischen Wiederaufbau brach 2016 erneut ein Brand aus, der jedoch nur geringere Schäden verursachte. Am 10. April 2024 brach in der Küche des Gebäudes erneut ein Feuer aus. Opfer waren nicht zu beklagen, das Chez Loulou brannte jedoch ab. Die Ruine wurde am 11. April abgerissen. Schon kurz nach der Zerstörung wurde ein Wiederaufbau angekündigt. Regionale Würdenträger äußerten ihre Betroffenheit über den Verlust des als Teil des kulturellen Erbes gesehenen und Identifikation stiftenden Gebäudes. So auch der Vorsitzende des Departmentsrats Cyrille Melchior und die Präsidentin der Region Huguette Bello.
Am 17. Juni 2024 wurde die Bäckerei in unmittelbarer Nähe des historischen Standorts wieder eröffnet. Der Neubau des eigentlichen Gebäudes steht jedoch noch aus (Stand Juli 2024).